# Opel 28/70 PS
 (août 2024).
 (août 2024).
L'Opel 28/70 PS est une voiture de la catégorie luxueuse construite par Adam Opel KG qu'en 1910 pour succéder au modèle 30/50 PS.

## Historique et technologie
La 28/70 PS était à l'époque le modèle le plus puissant de la gamme Opel, encore plus puissant que la 34/65 PS contemporaine, bien que la 28/70 PS avait une cylindrée plus petite.
Le moteur était un moteur quatre cylindres d'une cylindrée de 7 270 cm³ (alésage × course = 115 mm × 175 mm), qui produisait 70 ch (51 kW) à 1 600 tr/min. Le moteur était refroidi par eau; Une pompe centrifuge assurait la circulation du liquide de refroidissement. La puissance du moteur était transmise à l'essieu arrière via un embrayage à cône en cuir, une boîte de vitesses manuelle à quatre vitesses et un arbre à cardan. La vitesse maximale de la voiture était de 90 km/h.
Les deux essieux rigides étaient suspendus au cadre, qui était constitué de profilés en U en tôle en acier, à des ressorts à lames semi-elliptiques. Le frein de service agissait sur l'arbre de sortie de la transmission. Le frein à main a été conçu comme un frein à tambours agissant sur les roues arrière.
Il y avait trois styles de carrosserie, une voiture de tourisme à quatre places, une limousine Pullman quatre portes et un landaulet. La variante la moins chère (la voiture de tourisme), coûtait 15 000 Reichsmark.
Fin 1910, la construction de la 28/70 PS est arrêtée. La successeur était le modèle 29/70 PS de 1914.